# KkStB 169
Die kkStB 169 war eine Zahnradlokomotivreihe der k.k. Staatsbahnen (kkStB), die ursprünglich von der Reichenberg-Gablonz-Tannwalder Eisenbahn (RGTE) stammte.

## Geschichte

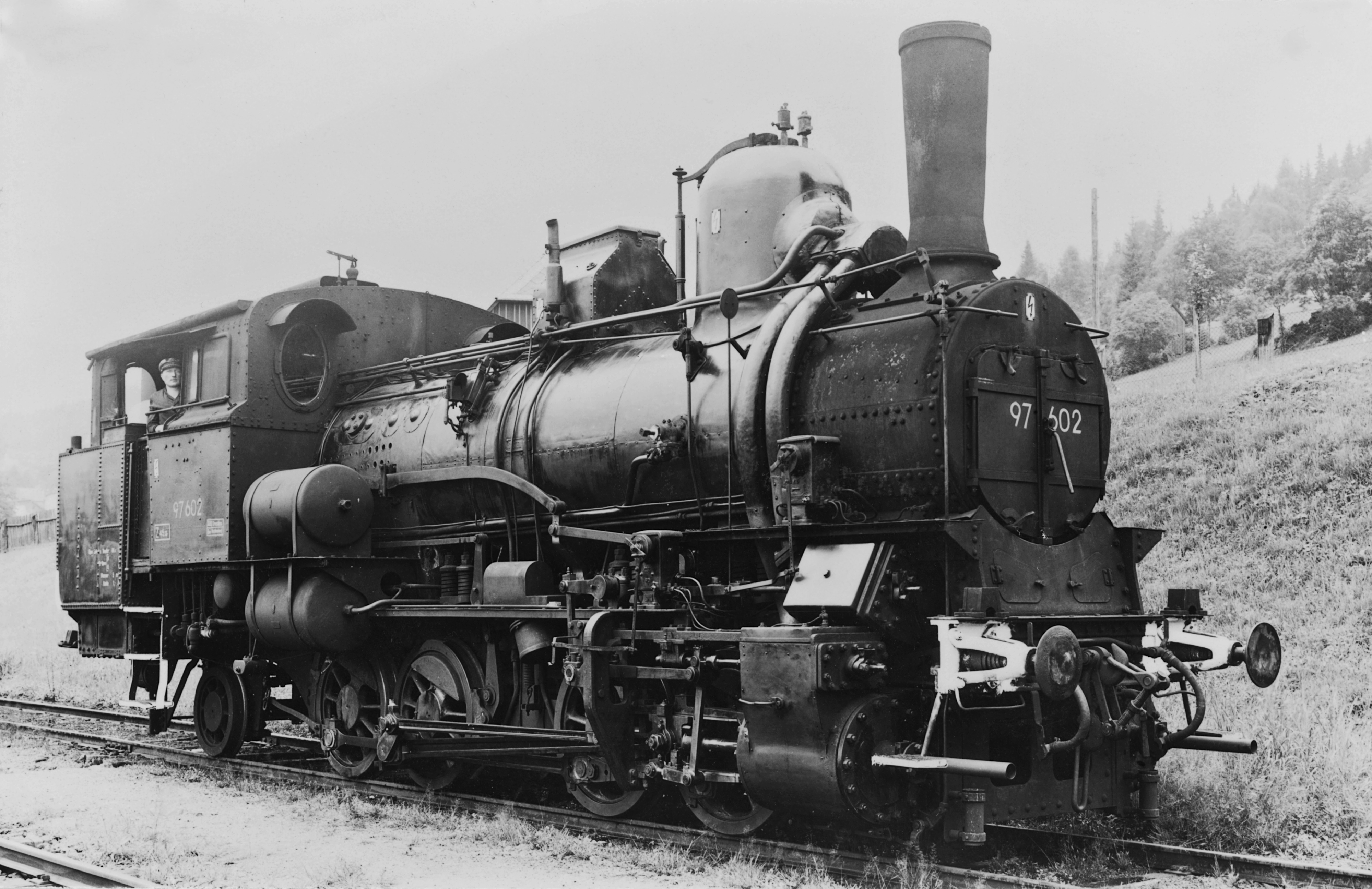
DRB 97 602 in Polaun (1941)

Für die Zahnradbahnstrecke Tannwald–Grünthal (Tannwalder Zahnradbahn) lieferte die Lokomotivfabrik Floridsdorf im Jahr 1901 drei Stück vierfach gekuppelte Tenderlokomotiven mit Zahnradantrieb System Abt.
Die Maschinen erhielten die Nummern 21G bis 23G und die Namen DESSENDORF, IGNAZ GINZKEY und POLAUN.
Nach der Übernahme des Betriebes durch den Staat 1902 erhielten die Maschinen zunächst die Bezeichnung 69.50–52, die 1905 in 169.50–52 geändert wurde.
Nach dem Ersten Weltkrieg kamen die Lokomotiven zur ČSD, welche sie als Reihe 404.0 einordnete. Während des Zweiten Weltkrieges erhielten sie von der Deutschen Reichsbahn die Nummern 97 601–603.
Die Lokomotiven verblieben stets auf ihrer Stammstrecke und wurden erst Anfang der 1960er Jahre ausgemustert. Als Ablösung kamen ab 1962 fabrikneue Zahnraddiesellokomotiven von SGP der Baureihe T 426.0 zum Einsatz.

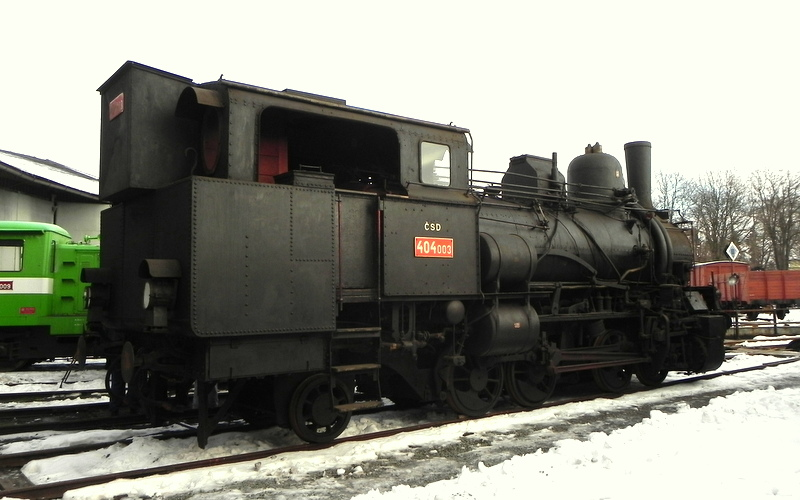
Museumslokomotive 404 003, Ansicht von rechts hinten

Ab 1911 wurden Lüfterturbinen an den Lokomotiven erprobt, um die enorme Rauchbelastung der Lokomotivpersonale bei der Bergfahrt in den langen Tunneln zu vermindern. Die Turbine saugte Frischluft aus dem Raum unter der Lokomotive an und blies diese in den Führerstand. Offensichtlich war die Wirkung dieser Gebläse ungenügend, so dass auf einen Serienumbau verzichtet wurde. Mit der Verwendung hochwertiger, aschearmer Kohle konnte letztlich die Rauchbelastung in den Tunneln effektiver (auch für die Reisenden) verringert werden.
Die Lokomotive 404.003 blieb erhalten und gelangte ins Eigentum des Technischen Nationalmuseums Prag (NTM). Das Fahrzeug befand sich Jahre lang als nicht betriebsfähiges Museumsexponat im Eisenbahnmuseum Jaroměř. Nun steht es im Depot Chomutov des NTM.